# 大津市立仰木の里東小学校
大津市立仰木の里東小学校（おおつしりつ おおぎのさとひがししょうがっこう）は、滋賀県大津市仰木の里東六丁目1番1号にある公立小学校。

## 沿革
- 1996年（平成8年）4月1日 - 大津市立仰木の里小学校から分離して開校。

## 通学区域
- 仰木の里東一丁目、仰木の里東二丁目、仰木の里東三丁目、仰木の里東四丁目、仰木の里東五丁目、仰木の里東六丁目、仰木の里東七丁目、仰木の里東八丁目、衣川一丁目3番～11番、13番～14番の全号、衣川二丁目1番～31番の全号、雄琴三丁目7番～11番、30番～33番の全号、雄琴北一丁目20番～26番の全号、雄琴北二丁目5番～33番の全号[1]。

※卒業後は基本的に大津市立仰木中学校に進学する。